# Fly Project
Fly Project, bildat 2005 i Bukarest, är en rumänsk musikgrupp. Duon består av Tudor Ionescu född den 3 november 1979 i Brașov och Dan Denes född den 4 mars 1974 i Petroșani. Gruppen debuterade med det självbetitlade albumet Fly Project år 2005 och debutsingeln "Raisa". Detta följdes upp år 2007 med albumet K-Tinne. Sedan år 2008 har gruppen satsat på singlar istället och man släppte först låten "Brasil" tillsammans med Anca Parghel och Tom Boxer. Sedan dess har man släppt ytterligare sex singlar. År 2011 var de en av de nominerade för priset "årets rumänska artist" vid MTV Europe Music Awards, vilket dock vanns av Alexandra Stan.

## Diskografi

### Album
- 2005 – Fly Project
- 2007 – K-Tinne

### Singlar i urval
- 2008 – "Brasil" (med Anca Parghel och Tom Boxer)
- 2008 – "Allegria"
- 2009 – "Unisex"
- 2010 – "Mandala"
- 2011 – "Goodbye"
- 2012 – "Musica"
- 2012 – "Back In My Life"
- 2014 – "Toca Toca"